# 南砺市
南砺市（日语：／ Nanto shi */?）為位於日本富山縣西南部的行政區劃，主要市區位於轄內北部的礪波平原，西側為與石川縣交界的兩白山地，東側為高清水山地，南部則為高度在1,000至1,800公尺之間的五箇山山區，著名的日本世界遺産「白川鄉與五箇山的合掌造聚落」其中的兩個主要聚落即位于該市南部的五箇山山區。

## 人口
| 南砺市人口分布圖 |                                               |  |
| 南砺市與日本全國年齡別人口分布比較圖 （2005年資料） | 南砺市的年齡、男女別人口分布圖 （2005年資料） |  |
| ■紫色是南砺市 ■綠色是全国 | ■藍色是男性 ■紅色是女性                       |  |
| 南砺市人口變化 \| 1970年 \| 68,979人 \| \| \| 1975年 \| 67,583人 \| \| \| 1980年 \| 66,844人 \| \| \| 1985年 \| 66,422人 \| \| \| 1990年 \| 65,113人 \| \| \| 1995年 \| 62,965人 \| \| \| 2000年 \| 60,182人 \| \| \| 2005年 \| 58,140人 \| \| \| 2010年 \| 54,724人 \| \| \| 2015年 \| 51,327人 \| \| \| 2020年 \| 47,937人 \| \| |                                               |  |
| 資料來源：日本總務省統計中心提供之人口普查數據 |                                               |  |
| 1970年 | 68,979人                                      |  |
| 1975年 | 67,583人                                      |  |
| 1980年 | 66,844人                                      |  |
| 1985年 | 66,422人                                      |  |
| 1990年 | 65,113人                                      |  |
| 1995年 | 62,965人                                      |  |
| 2000年 | 60,182人                                      |  |
| 2005年 | 58,140人                                      |  |
| 2010年 | 54,724人                                      |  |
| 2015年 | 51,327人                                      |  |
| 2020年 | 47,937人                                      |  |

## 历史
過去在令制國時代屬於越中國礪波郡，約14世紀北部區域由浄土真宗建立了瑞泉寺及善德寺後，成為越中國一向一揆的據點之一，不過也因此讓寺院周邊開始以門前町的形勢發展而繁榮。
17世紀江戶時代後成為前田氏加賀藩的領地；19世紀末明治維新實施廢藩置縣後最初改隸屬金澤縣，在1871年的第一次府縣整併後一度被劃入新設立的新川縣，不過在1876年的第二次府縣整併中，又隨著新川縣被併入由原金澤縣更名而成的石川縣。最後在1883年才自石川縣中分出隸屬新設立的富山縣。
1889年日本實施町村制，現在的南礪市的轄區在當時分屬北山田村、山田村、南山田村、大鋸屋村、城端町、能美村、平村、上平村、利賀村、井波町、南山見村、井口村、高瀨村、山野村、福野町、南野尻村、廣塚村、野尻村、南蟹谷村、石黑村、西野尻村、福光町、西太美村、廣瀨村、廣瀨館村、太美山村、東太美村、吉江村、東石黑村共29個行政區劃；在經歷1950年代的市町村合併後，這些區域被整併為位於西側山麓的福光町、位於北部的福野町和井波町、位於中部的城端町，以及位於未曾參加整併的井口村、利賀村、上平村、平村共八個行政區劃。
2000年代日本政府再次推動市町村整併，這八個行政區劃於2004年合併，由於位於過去礪波郡的南部，因此合併後的行政區劃被併名為「南礪」，成為南礪市。

## 交通

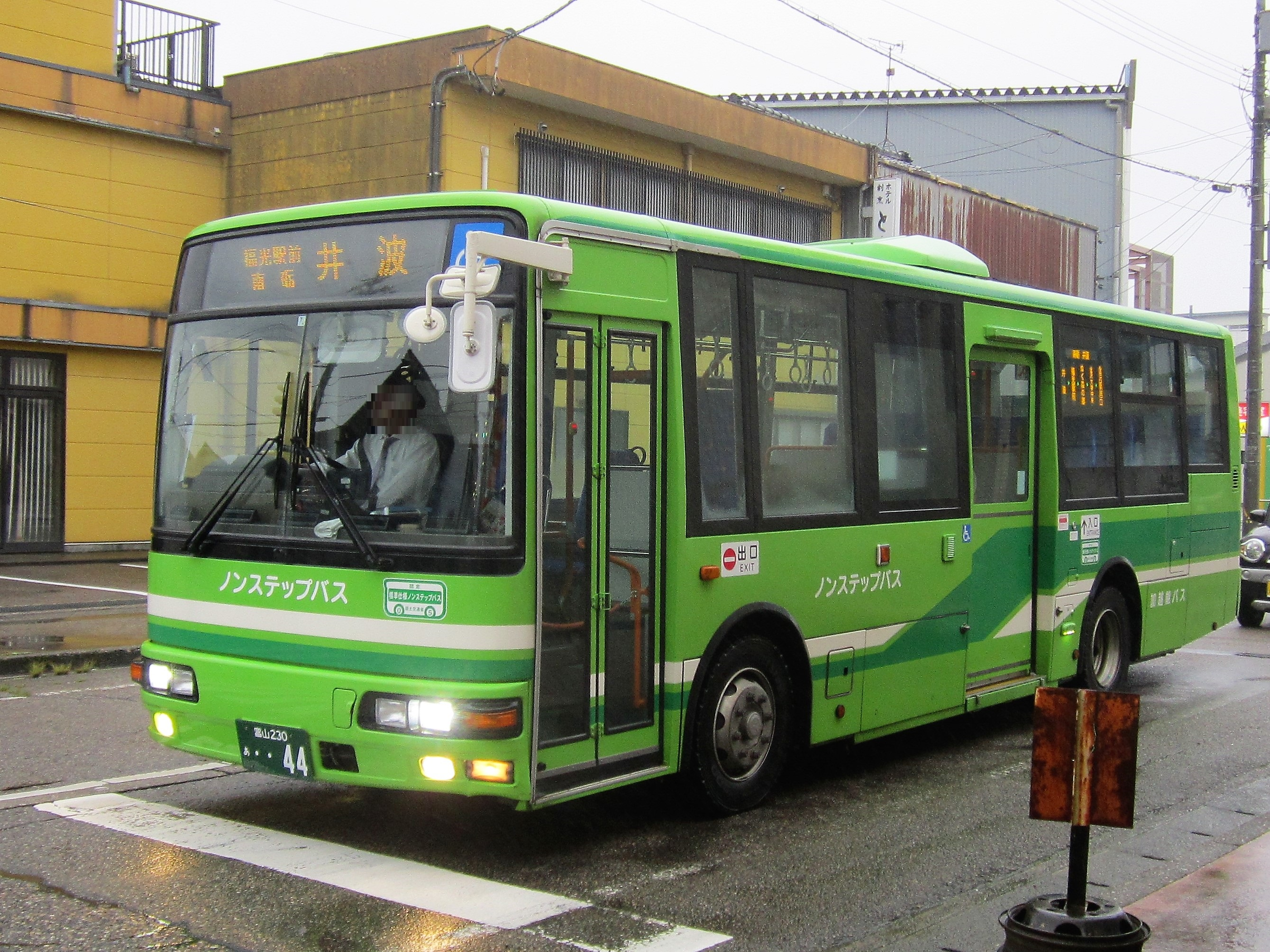
加越能巴士行駛於福光地區的車輛

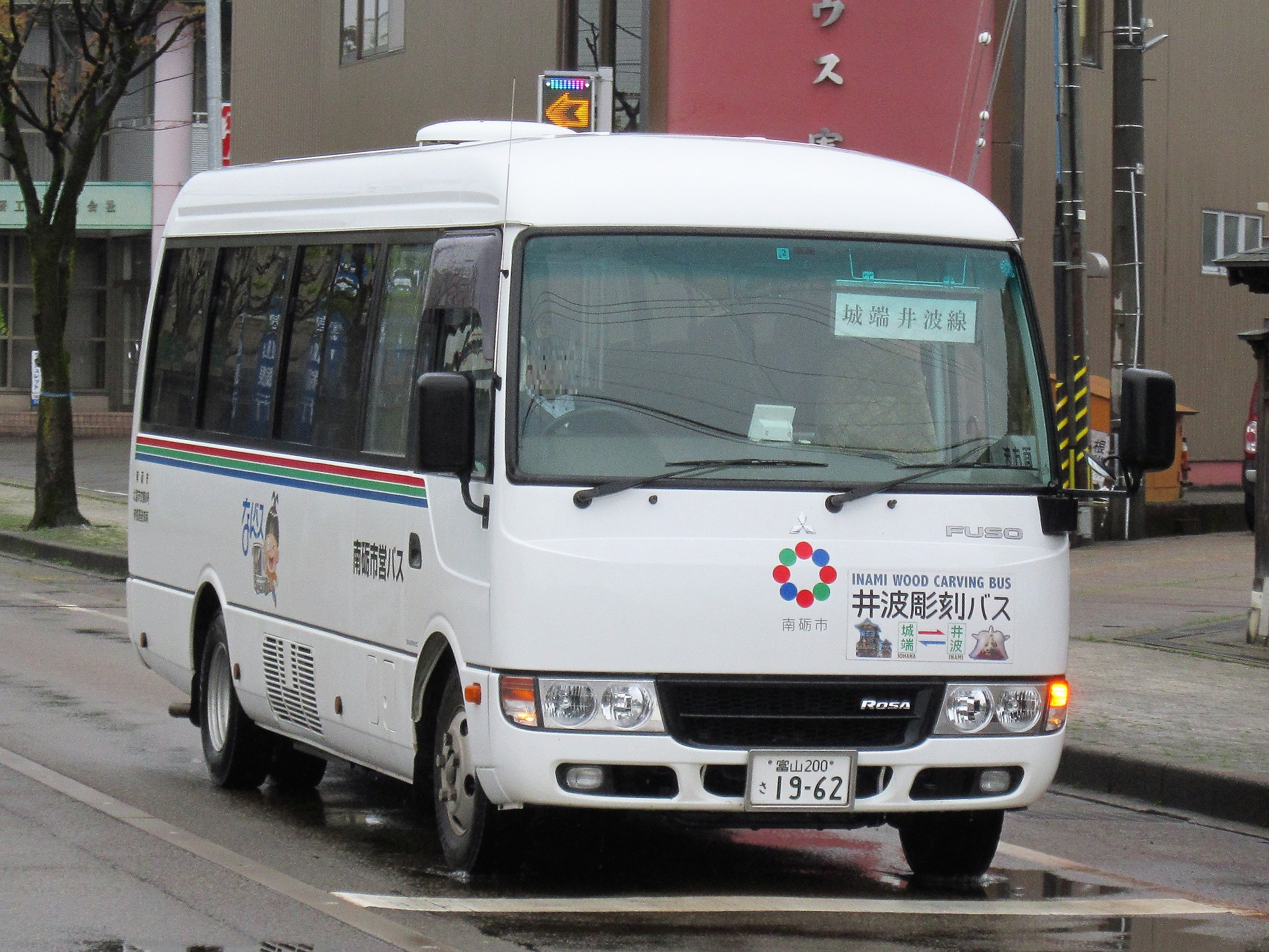
南礪市營巴士

高速公路東海北陸自動車道自愛知縣往北經岐阜縣自南礪市南部進入富山縣，並往北在礪波市內接入北陸自動車道；在南礪市北部的平原區域中，還有西日本旅客鐵道的鐵路城端線，經過城端地區、福光地區、福野地區，可往北在高岡市內接入愛之風富山鐵道線或是北陸新幹線。
過去在1972年以前曾有加越能鐵道的鐵路加越線，可自位於小矢部市的石動車站經過現在的福野町地區、井波町地區，往東進入現在礪波市的庄川町地區，但最後因為虧損無法改善而停止營運。
轄內的客運路線主要由加越能巴士所經營，市政府也有開設市營巴士。

### 鐵路
- 西日本旅客鐵道
  - 城端線：（←礪波市） - 高儀車站 - 福野車站 - 東石黑車站 - 福光車站 - 越中山田車站 - 城端車站

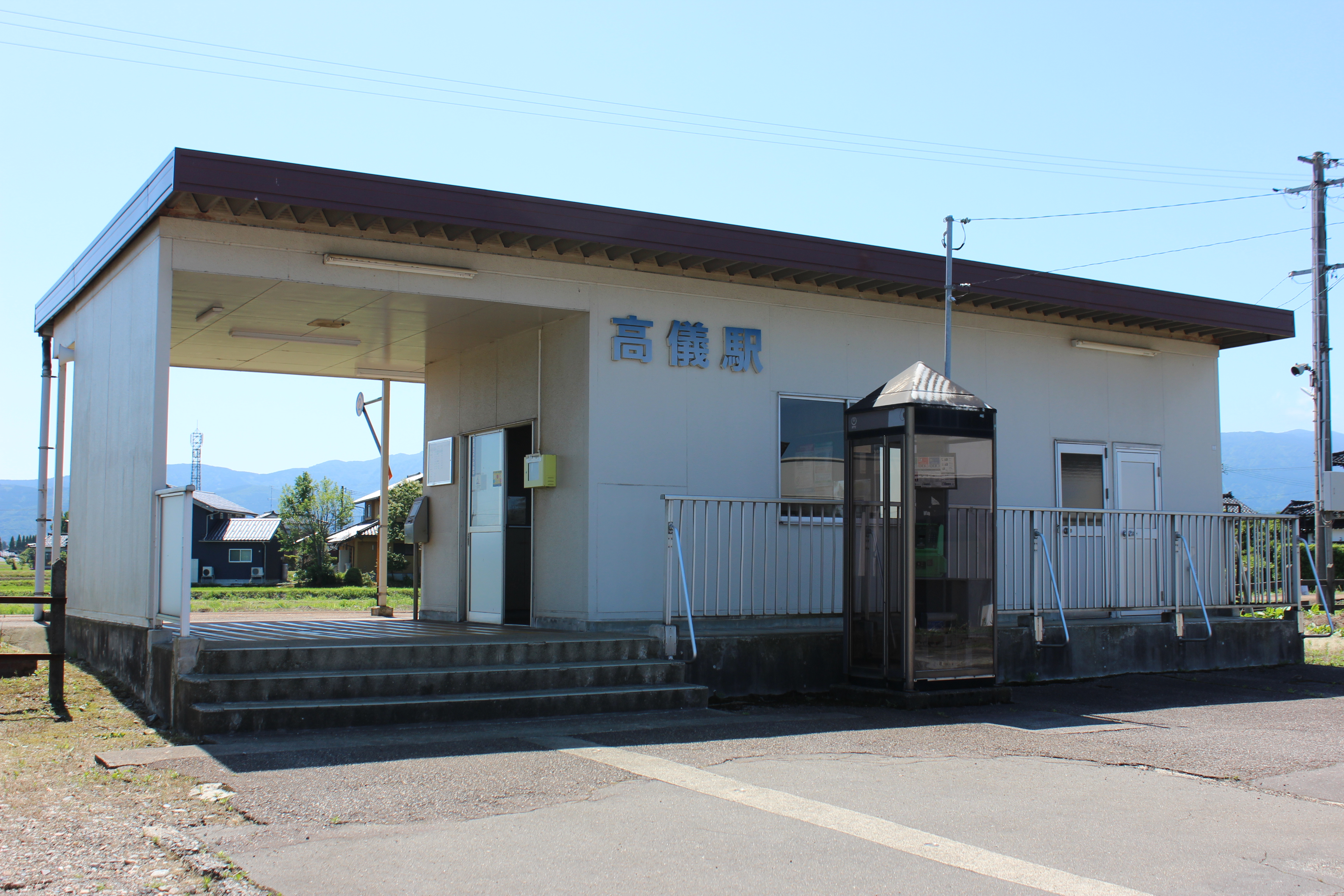
高儀車站
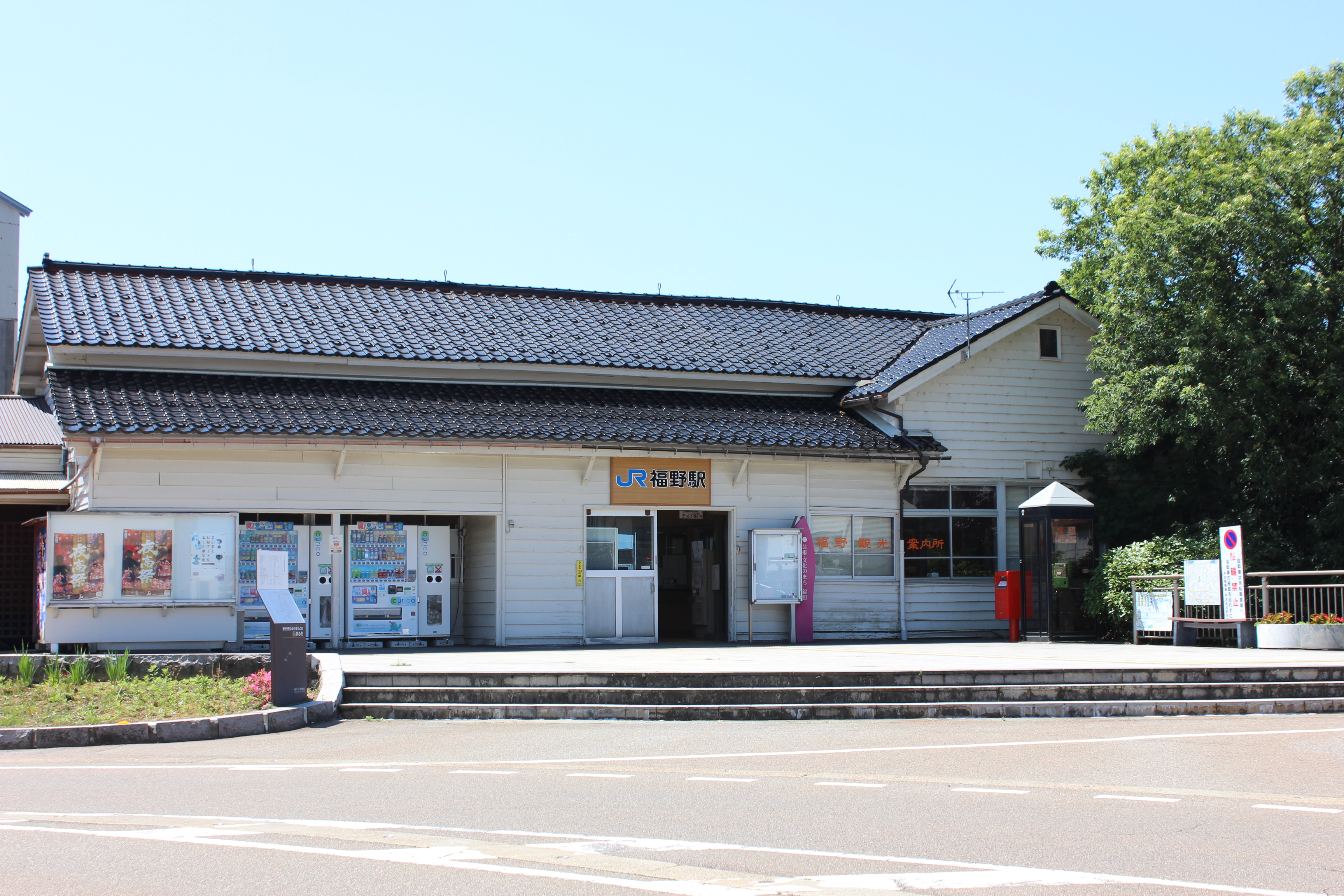
福野車站
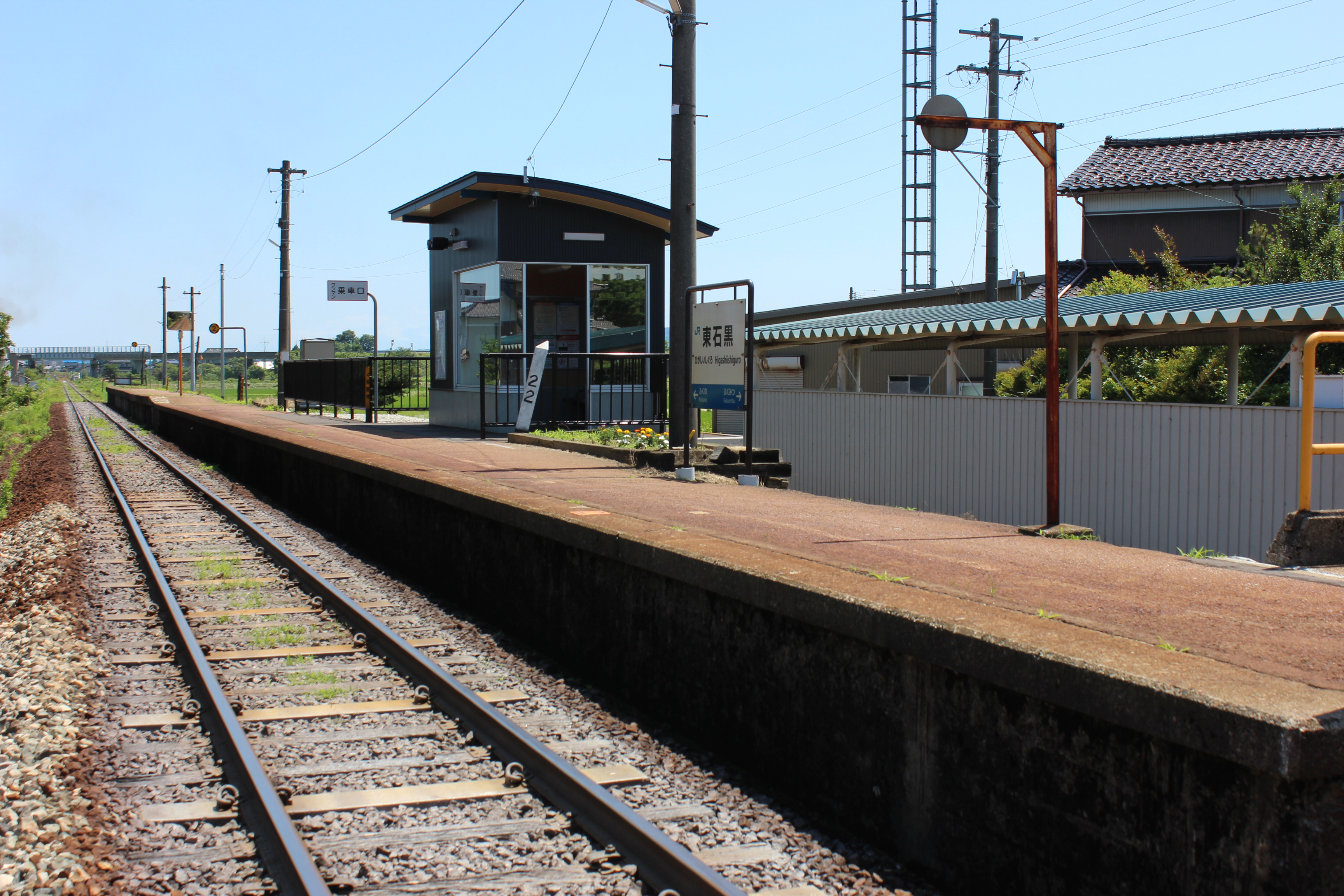
東石黑車站
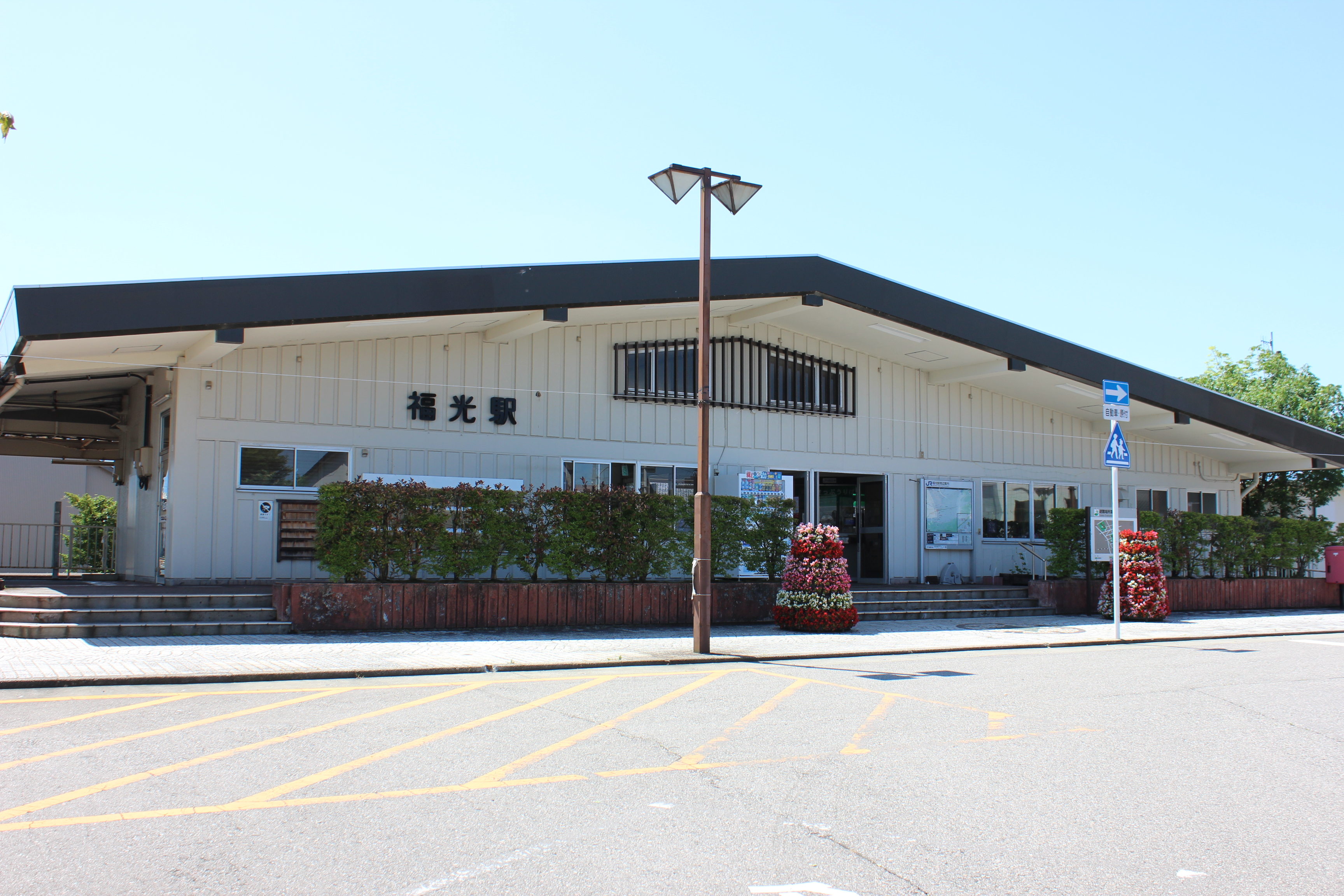
福光車站
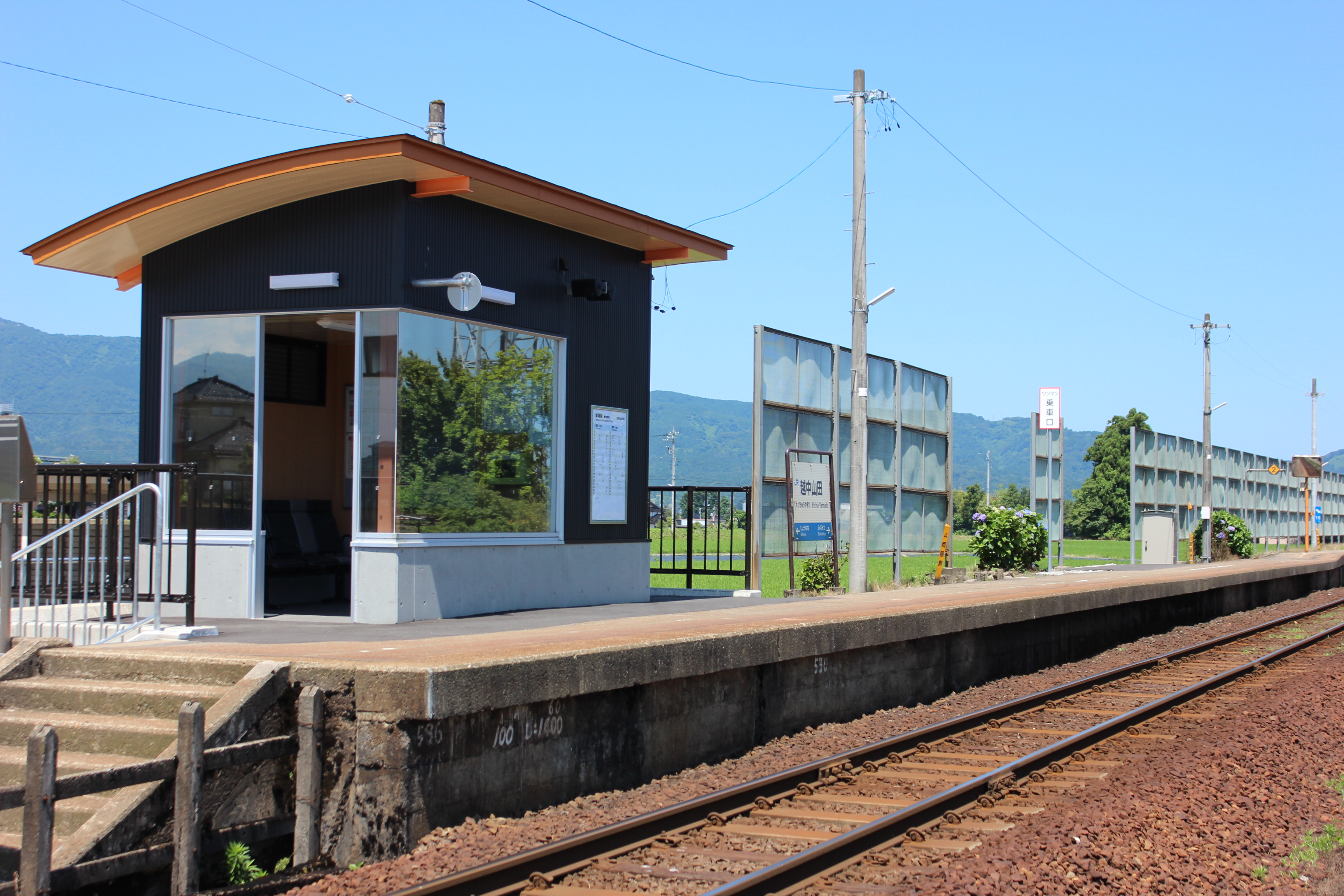
越中山田車站
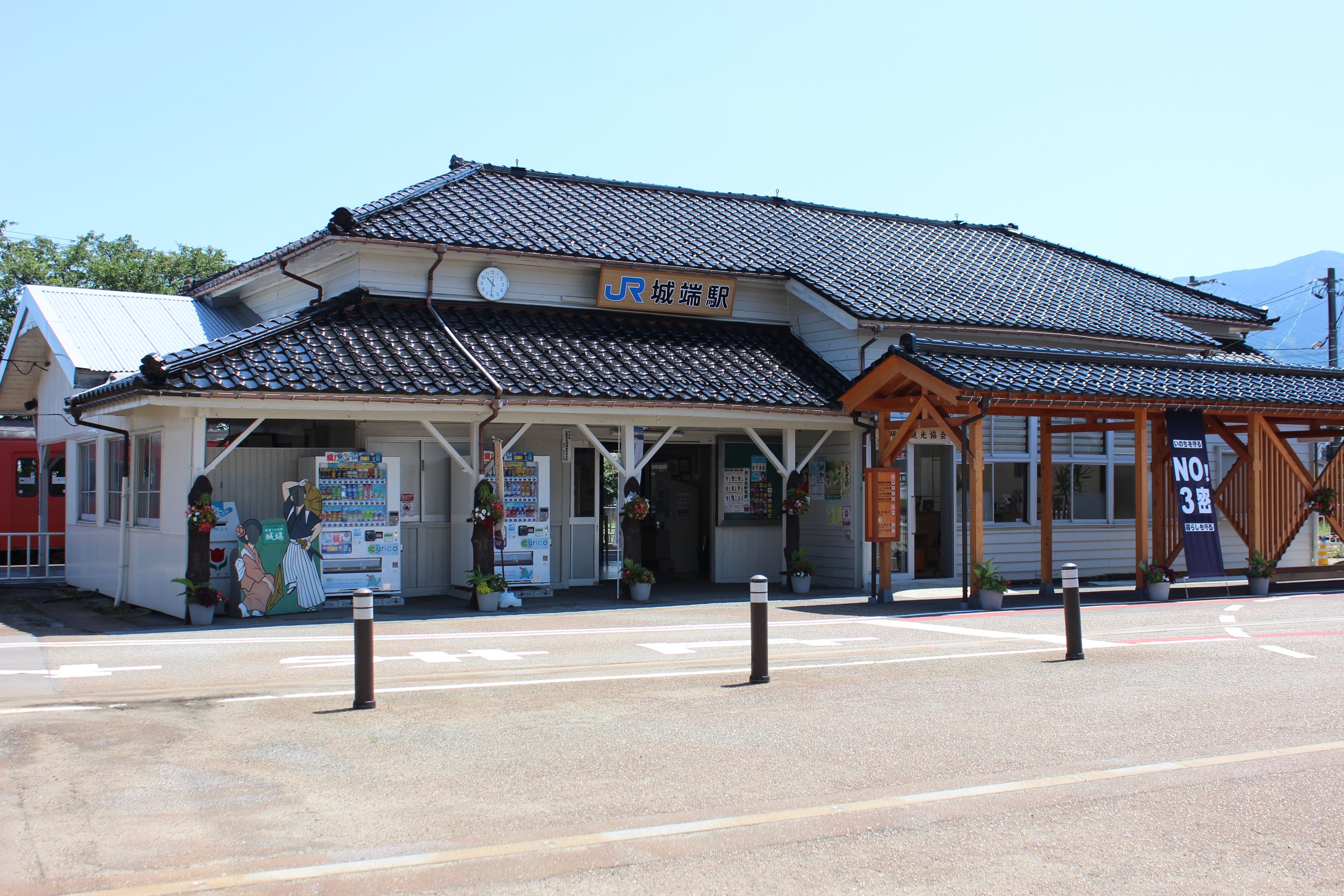
城端車站

### 公路
高速公路
- 東海北陸自動車道：（白川村） - 五箇山交流道（日语：五箇山インターチェンジ） - 城端服務區 - 福光交流道（日语：福光インターチェンジ） - 南礪智慧交流道（日语：南砺スマートインターチェンジ） - （小矢部市）

## 觀光資源

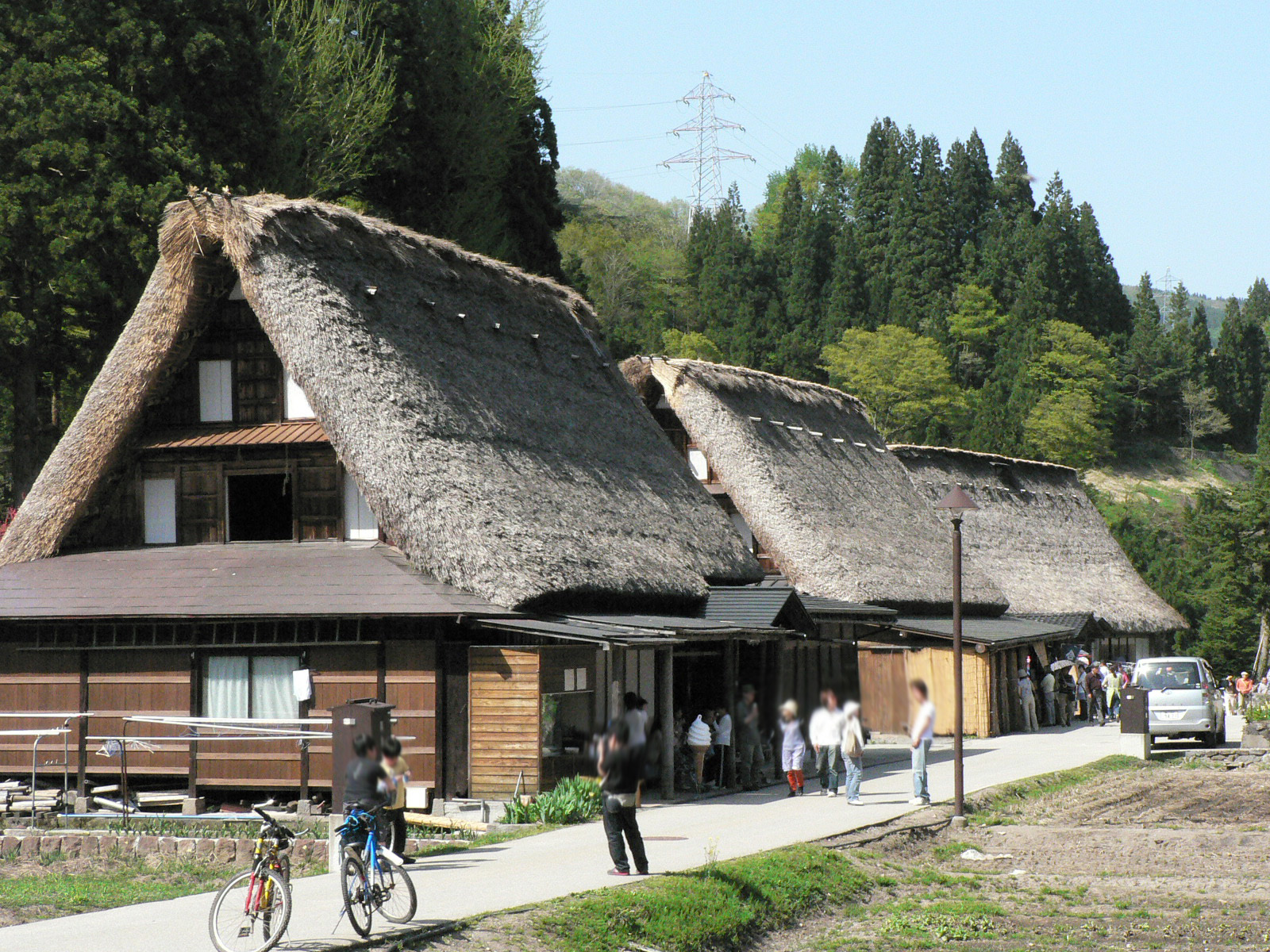
相倉合掌造集落

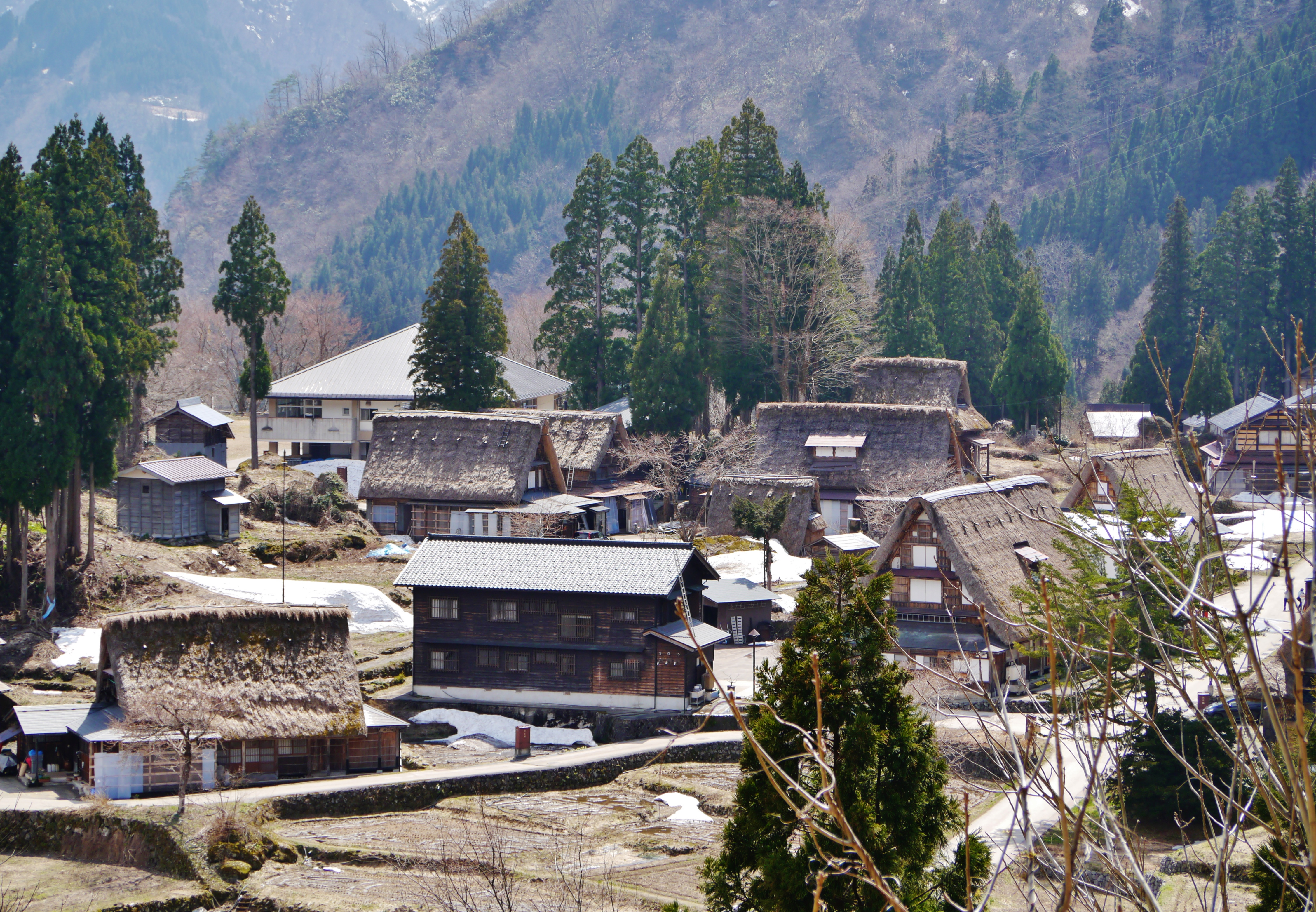
菅沼合掌造集落

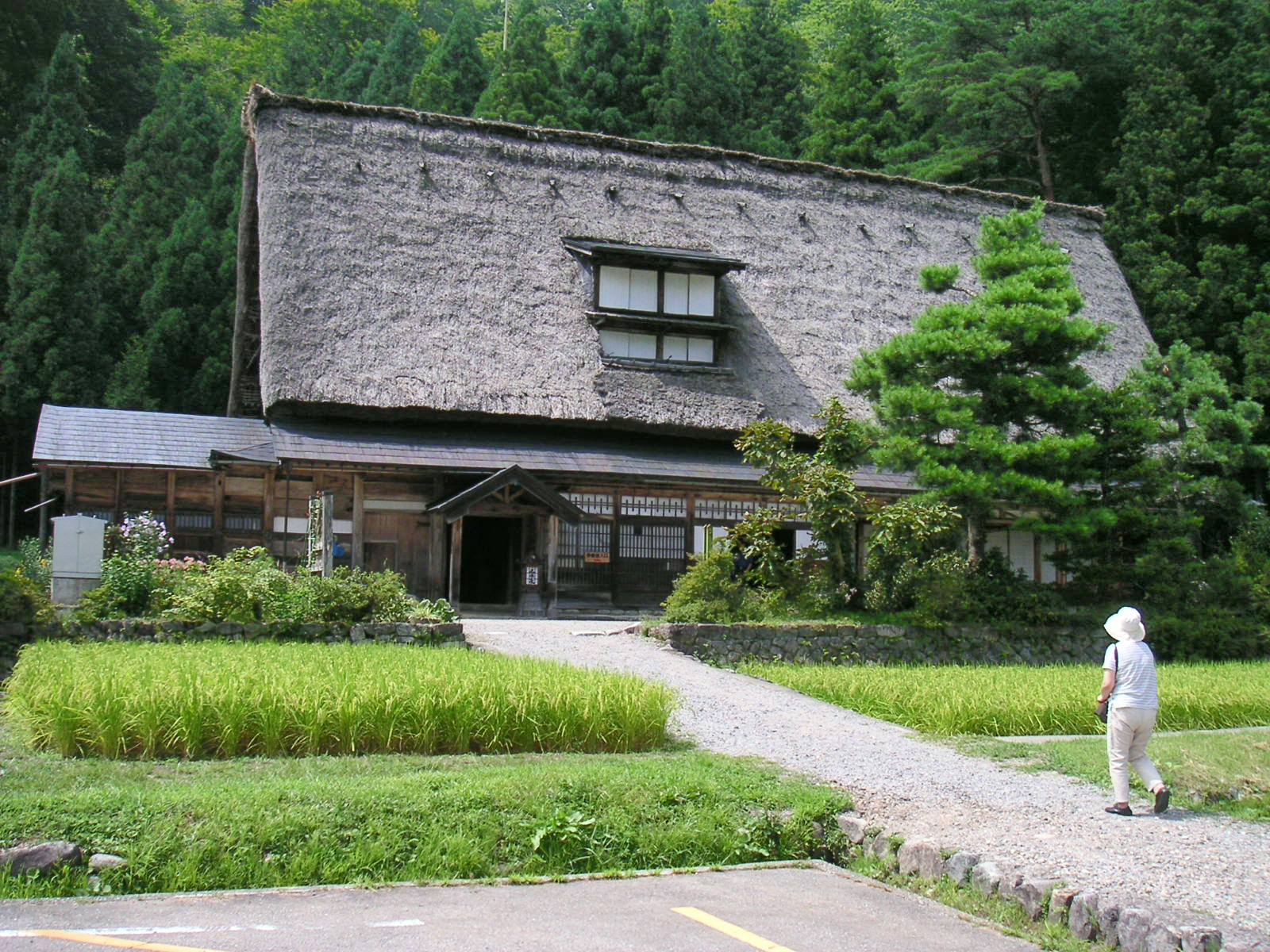
岩瀨家住宅

日本著名的世界遺産「白川鄉與五箇山的合掌構造村落」其中的兩個主要合掌造聚落相倉集落和菅沼集落都是位於南礪市南部的五箇山山區中，在這兩處分別有20棟及9棟於19世紀初至20世紀初期間建造的合掌造建築；其中的岩瀨家住宅為五箇山最大的合掌造建築，其高度達五層樓，現也對外開放可讓旅客參觀。
而五箇山區域除了因自然景色被劃為五箇山縣立自然公園外，當地傳說在14世紀南北朝時代後部分屬於後南朝的武士自吉野輾轉來到此地，而17世紀江戶時代後則是成為加賀藩流放罪犯的地方，這些歷史都為五箇山帶來許多民間流傳故事及民謠；例如民謠「小夜節」即是以17世紀末加賀騒動被流放至此的人物故事。五箇山的民謠也在1973年被日本政府列為無形民俗文化財產。
由於日本生產的棒球球棒有高達一半是在市內的福光地區所生產，因此在福光便以棒球球棒為主題，設立了「南礪球棒博物館」，除了可參觀球棒生產的過程，也展出了超過五百隻多位職棒選手曾使用過的球棒。

## 姊妹、友好城市

### 日本
- 武藏野市（東京都）
過去武藏野市自1963年起曾由出身自立賀村的藤元政信（日语：藤元政信）擔任助役（職權相當於現在的副市長），立賀村與武藏野市兩地因而開始相互交流，1972年兩地進一步締結為姊妹城市；2004年立賀村合併為南礪市後，南礪市於2007年與武藏野市再次締結為姊妹城市。[12][13]
- 多度津町（香川縣）
在井波發跡的營造設備企業川田科技（日语：川田テクノロジーズ）在多度津町設立四國工廠後，促成福野町與多度津町在1972年締結為姊妹城市。[14]
- 羽幌町（北海道）
19世紀末在平村曾四十戶居民移民至北海道現在的羽幌町字平地區開墾，並定期與其故鄉平村交流，因此平村與羽晃町在1979年締結為友好町村。[15]
- 輪島市（石川縣）
過去在17世紀末的加賀騒動（日语：加賀騒動）中，相關犯人的流放地點五箇山，即位於舊上平村內，在當地傳說當時流放的犯人中包括一位出身自石川縣門前町的游女「小夜」，並在當地留下了一段愛情故事；上平村與門前町即因此故事結緣開始交流，並於1985年締結為友好都市，門前町後來在2006年合併為新設立的輪島市。[16]
- 日之影町（宮崎縣）
過去位於利賀村的新山之神隧道（日语：新山の神トンネル）為全日本最長的林道隧道，日之影村的龍天橋（日语：龍天橋）則是全日本離水面最高的林道橋樑，利賀村與日之影町因此開始交流，並於1992年締結為友好城市。[17]
- 中札內村（北海道）
1985年通商產業省推動町的振興產業計畫時，舊福野町和中札内村分別以芋頭及馬鈴薯作為特產，由於兩地的特產同為塊莖與塊根類，福野町和中札内村兩地因而開始交流，並於1993年締結為姊妹城市。[18]
- 半田市（愛知縣）
1986年半田市的合唱團及筑子唄保存會來到平村訪問後，平村與半田市開始長期的交流，兩地於1997年締結為友好城市。[19]

### 海外
- 紹興市（中國浙江省）
過去在1960年代致力於日中關係發展的政治人物松村謙三為出身於舊福光町，其曾多次訪問中國並與當時中國國務院總理周恩來見面，福光町因此與周恩來的故鄉紹興市在1983年締結友好城鎮關係，2004年福光町合併為南礪市後，南礪市於2005年繼續與紹興市締結為友好城市。[20]
- 德爾斐（希臘中希臘大區福基斯专区）
在1995年由舊利賀村與德爾斐締結為姊妹城市。[21]
- 土庫其（尼泊爾道拉吉里专区木斯塘）
1986年舊利賀村在設立「蕎麥之鄉」收集全世界蕎麥產地十，該使與土庫其往來，兩地先在1989年締結為友好村，1996年進一步締結為姊妹村。[22]
- 平昌郡（韓國江原道）
油舊利赫村與平昌郡在2002年締結為友好城市。[23]
- 馬爾伯洛鎮區（美國紐澤西州孟莫斯郡）
在1980年代日本政府推行外國語青年招致事業（日语：外国語青年招致事業）計畫時，派至舊城端町的外國語指導助手為來自美國馬爾伯洛鎮區之青年，兩地因而開始相互交流拜訪，並於2003年締結為姊妹城市。[24]
- 寧波市（中國浙江省）
本社社於城端地區的川田編織株式會社在1995於中國寧波市設立子公司後，當時的舊城端町與寧波市開始相互交流拜訪，於2005年簽訂友好交流協議。[25]

## 外部連結
- 南礪市的Facebook專頁（日語）
- 南礪市的X（前Twitter）（日語）
- 南礪市的觀光情報站 （页面存档备份，存于）（日語）